# Echoes (ラジオ番組)
『echoes』（エコーズ）は、2010年10月4日から2016年6月30日までFM長野の月曜 - 木曜の夕方に放送されていた生放送情報番組である。
2010年9月まで放送されていたThe Step（月～木 13:30～16:00）の枠を引き継ぐ形でスタートした。
2016年6月30日をもって終了。後番組は「ラジモ!」。

## パーソナリティ
- 月曜…小林新、真篠沙織
- 火曜…大久保ノブオ(ポカスカジャン)、成美(元・オトメ☆コーポレーション)
- 水曜…小出真保、唐木さやか[2]
- 木曜…高寺直美、湯澤かよこ

### パーソナリティの変遷
| 期間                  | 月                | 火                | 水                    | 木                  |
| --------------------- | ----------------- | ----------------- | --------------------- | ------------------- |
| 2010.10.4 - 2013.3.28 | 小林新 渡辺麻衣子 | 田中利彦 なるみ   | 佐々木香代 梶田伸太郎 | 田中利彦 湯澤かよこ |
| 2013.4.1 - 2014.12.31 | 小林新 渡辺麻衣子 | 田中利彦 なるみ   | 小出真保 唐木さやか   | 田中利彦 湯澤かよこ |
| 2015.1.5 - 2015.3.31  | 小林新 真篠沙織   | 田中利彦 なるみ   | 小出真保 唐木さやか   | 田中利彦 湯澤かよこ |
| 2015.4.1 - 2016.3.31  | 小林新 真篠沙織   | 大久保ノブオ 成美 | 小出真保 唐木さやか   | 塩澤有輔 湯澤かよこ |
| 2016.4.4 - 2016.6.30  | 小林新 真篠沙織   | 大久保ノブオ 成美 | 小出真保 唐木さやか   | 高寺直美 湯澤かよこ |

## タイムテーブル
※2016年4月現在
- 16:00 オープニング
- 16:30 (月)…コープながの TOKU×TOKU RADIO SHOW!!!
- 16:40 TRAFFIC INFORMATION
- 16:43 (月)…ジョブサポート信濃インフォメーション

(水)…いい部屋発見なるほど・サプリ
- 16:50 (木)…ALL AROUND THE GANS
- 17:00 (月)… 女子旅~Petit Voyage

(火)…大久保ノブオのポカスカテイメント
(水)…TYOどっちどっちトラベル
- 17:20 TRAFFIC INFORMATION
- 17:40 WEATHER FORECAST
- 17:50 SUZUKI presents NAGASE The Standard
- 18:00 Todays Headline
- 18:12 (木)…Green Room Story
- 18:15 (火)…JA上伊那おいしいな
- 18:22 TRAFFIC INFORMATION
- 18:35 WEATHER FORECAST
- 18:38 Echoes 星占い